# Innebandy i Australien
Innebandy kom till Australien via inflyttade och besökande skandinaver på 1990-talet, och 1996 grundades Australian Floorball Association (AFA), som är sportens högsta administrativa organ. AFA har sitt säte i Perth, och varje delstat förutom Northern Territory har en egen innebandyorganisation som är underställd AFA. Australien blev medlem i International Floorball Federation samtidigt som AFA grundades. 2008 blev innebandy formellt godkänt som en idrott av Australian Sports Commission, ett federalt organ som bland annat ger finansiellt stöd till australiensisk idrott.
Australien har cirka 2000 registrerade spelare, framför allt i Western Australia. Innebandy finns i alla delstater utom Northern Territory, men i South Australia och Tasmanien bedrivs inga officiella tävlingar eller formellt seriespel. Förutom seriespel, som ofta är delstatligt, förekommer även cuper med lag från flera delstater. De största cuperna är Australia Floorball Open, som motsvarar nationella mästerskap, samt Northern Beaches Open. Något professionellt spel förekommer dock inte. Majoriteten av innebandyspelarna i Australien har en bakgrund inom landhockey, men enstaka skolor erbjuder innebandy som organiserad fritidsaktivitet.